# وکیل‌مدافع شیطان
وکیل مدافع شیطان در صحبت عامیانه کسی است که استدلال خاصی را ارائه می‌کند و مواضعی می‌گیرد که لزوماً با هنجار پذیرفته شده مطابقت نمی‌کند. فرد با چنین موضع گیری، سعی می‌کند دیگران را در روند بحث استدلالی درگیر کند. مقصود از چنین روندی آزمودن کیفیت استدلال اصلی و تشخیص ضعف‌های ساختاری آن و استفاده از آن اطلاعات به منظور بهبود یا رد کردن موضع اصلی مخالف است.
کلیسای کاتولیک به مدت ۴ قرن است که از این روش برای محک زدن جنبه‌های گوناگون تصمیمات استفاده می‌کنند. استفاده از وکیل مدافع شیطان باعث جلوگیری از پدیده گروه‌فکری یا قطبی شدن نظرات می‌شود.